# Гонди, Филипп-Эмманюэль де
Филипп-Эмманюэль де Гонди (фр. Philippe-Emmanuel de Gondi; 1580 — 29 июня 1662), граф де Жуаньи — генерал галер Франции, отец второго кардинала де Реца.

## Биография
Младший сын Альбера де Гонди, герцога де Реца, маршала Франции, и Клод-Катрин де Клермон.
Маркиз де Бель-Иль, барон де Монмирай, сеньор де Дампьер и Вильпрё. Капитан ста тяжеловооруженных всадников, генерал-лейтенант морей Леванта.
Наследовал своему погибшему брату Шарлю де Гонди на посту генерала галер и был утвержден в этой должности грамотой Генриха IV 15 апреля 1598.
27 июня 1600 прибыл в Марсель с приказом построить шесть новых галер, чтобы увеличить королевский гребной флот. Совершил несколько морских походов, отличился в экспедиции 1613 года против варварийских пиратов.
Рыцарь орденов короля (31.12.1619).
Самым известным в его карьере был морской поход 1621 года против Ла-Рошели, осаду которой Людовик XIII собирался предпринять.
Гонди присоединился в Нанте к королевскому флоту, возглавляемому герцогом де Гизом, участвовал в битве с ларошельцами 26 октября 1622.
После смерти жены в 1626 году передал должность генерала своему сыну и вступил в конгрегацию ораторианцев.

## Семья

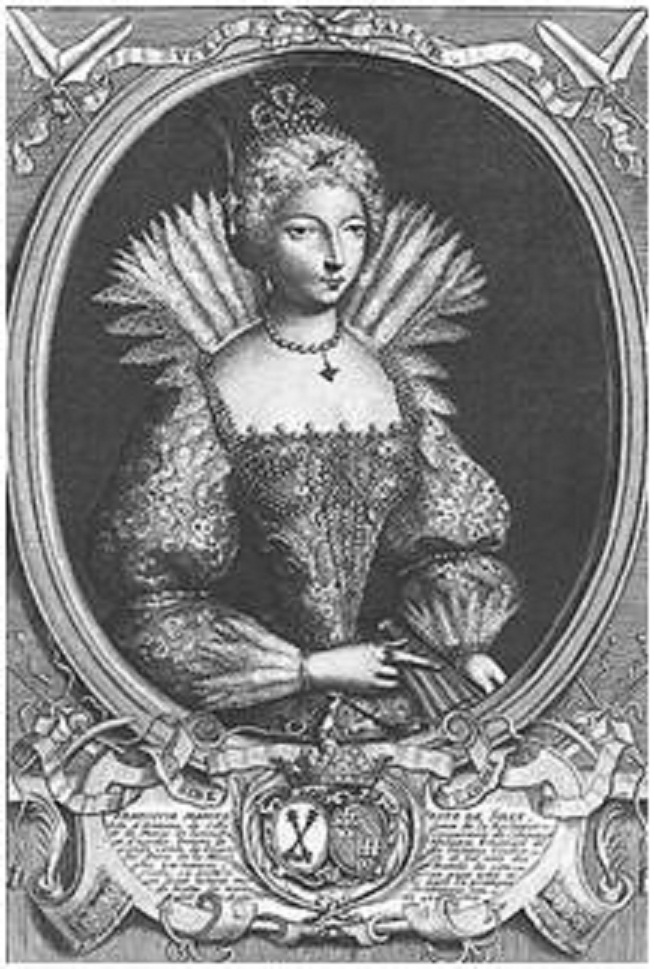
Франсуаза-Маргерит де Сийи

Жена (11.06.1604): Франсуаза-Маргерит де Сийи (1584—23.06.1625), графиня де Жуаньи, дама де Коммерси, Монмирай и дю Мениль-сюр-Оже, дочь Антуана де Сийи, графа де Ла-Рошпо, и Мари де Ланнуа, дамы де Фольвиль и Пайяр, суверена Коммерси и Эвиля
Дети:
- Пьер (1602—20.04.1676), герцог де Рец. Жена (1633): Катрин де Гонди (1612—1677), герцогиня де Рец, дочь Анри де Гонди, герцога де Реца, и Жанны де Сепо
- Анри (ок. 1604 — ок. 1614), маркиз де Бель-Иль
- Жан Франсуа Поль (29.09.1613—24.08.1679) — архиепископ Парижа, кардинал